# Рефлектор (село)
Рефлектор — село в Ершовском районе Саратовской области, в составе сельского поселения Декабристское муниципальное образование.
Население — 493 (2010)

## История
Основано чешскими коммунистами в 1925 году. Коммуна «Рефлектор» была организована в ответ на резолюцию принятую в 1923 году «Об экономической помощи Советской России». Первые коммунары прибыли в Ершовскую волость Саратовской губернии на станцию Мавринка 17 октября 1925 года, второй эшелон прибыл 2 июня 1926 года. Первые строения для коммунаров были построен в августе-ноябре 1925 года. В 1928 году построена мельница, в 1929 году — кирпичный завод. Весной 1926 года была построена школа. Первое время занятия в школе велись на чешском языке, но уже в 1927-1928 учебном году занятия по основным дисциплинам велись на русском языке
В 1973 году началось строительство оросительных систем, площадь орошения возросла с 240 гектаров до 2190. Это позволило увеличить объёмы сельхозпроизводства.
В начале 1960-х началось возвращение семей коммунаров на родину. В начале 1960 года уехало 4 семьи. К 1990 году в Рефлекторе не осталось ни одной семьи коммунаров.

## Физико-географическая характеристика
Село находится в Заволжье, в пределах Сыртовой равнины, относящейся к Восточно-Европейской равнине, на правом берегу реки Большой Узень (напротив села Михайловка), на высоте около 60 метров над уровнем моря. Почвы — тёмно-каштановые солонцеватые и солончаковые.
Село расположено в 16 км по прямой в восточном направлении от районного центра города Ершова. По автомобильным дорогам расстояние до районного центра Ершов — 26 км, до областного центра города Саратова — 210 км.
Часовой пояс
Село Рефлектор, как и вся Саратовская область, находится в часовой зоне МСК+1. Смещение применяемого времени относительно UTC составляет +4:00.

## Население
Динамика численности населения по годам:
| Годы      | 2002 |
| --------- | ---- |
| Население | 638  |

| 2002 | 2010 |
| ---- | ---- |
| 641  | ↘493 |